# Rideau Lakes
Rideau Lakes to gmina (ang. township) w Kanadzie, w prowincji Ontario, w hrabstwie Leeds and Grenville. Gminę ustanowiono 1 stycznia 1998 z połączenia townships Bastard, South Burgess, South Elmsley oraz wsi Newboro.
Powierzchnia Rideau Lakes to 710,38 km². Według danych spisu powszechnego z roku 2021 Rideau Lakes liczy 10 883 mieszkańców (15,31 os./km²).